# العلاقات الألمانية الشمال مقدونية
العلاقات الألمانية الشمال مقدونية هي العلاقات الثنائية التي تجمع بين ألمانيا وشمال مقدونيا.

## مقارنة بين البلدين
هذه مقارنة عامة ومرجعية للدولتين:
| وجه المقارنة                                              | ألمانيا                                                                              | شمال مقدونيا                                               |
| --------------------------------------------------------- | ------------------------------------------------------------------------------------ | ---------------------------------------------------------- |
| المساحة (كم2)                                             | 357.41 ألف                                                                           | 25.71 ألف                                                  |
| عدد السكان (نسمة)                                         | 81.29 مليون                                                                          | 2.08 مليون                                                 |
| الكثافة السكانية (ن./كم²)                                 | 227.44                                                                               | 80.9                                                       |
| العاصمة                                                   | بون، برلين                                                                           | إسكوبية                                                    |
| اللغة الرسمية                                             | اللغة الألمانية                                                                      | اللغة المقدونية، اللغة الألبانية                           |
| العملة                                                    | يورو، مارك ألماني                                                                    | دينار مقدوني                                               |
| الناتج المحلي الإجمالي (بليون دولار)                      | 3.68 تريليون                                                                         | 11.34 مليار                                                |
| الناتج المحلي الإجمالي (تعادل القوة الشرائية) بليون دولار | 3.92 تريليون                                                                         | 29.26 مليار                                                |
| الناتج المحلي الإجمالي الاسمي للفرد دولار أمريكي          | 41.31 ألف                                                                            | 4.85 ألف                                                   |
| الناتج المحلي الإجمالي للفرد دولار أمريكي                 | 46.40 ألف                                                                            | 16.25 ألف                                                  |
| مؤشر التنمية البشرية                                      | 0.926                                                                                | 0.747                                                      |
| رمز المكالمات الدولي                                      | +49                                                                                  | +389                                                       |
| رمز الإنترنت                                              | .de                                                                                  | .mk                                                        |
| المنطقة الزمنية                                           | توقيت وسط أوروبا، ت ع م+01:00، ت ع م+02:00، توقيت أوروبا الوسطى المعياري (ت غ م +1) ‏ | توقيت وسط أوروبا، ت ع م+01:00، ت ع م+02:00، أوروبا/سكوبيه ‏ |

## مدن متوأمة
في ما يلي قائمة باتفاقيات التوأمة بين مدن ألمانية وشمال مقدونية:
- ترتبط درسدن مع إسكوبية باتفاقية توأمة منذ 1971.
- ترتبط نورنبرغ مع إسكوبية باتفاقية توأمة منذ 1982.

## منظمات دولية مشتركة
يشترك البلدان في عضوية مجموعة من المنظمات الدولية، منها:
| علم المنظمة | اسم المنظمة                               | تاريخ انضمام ألمانيا | تاريخ انضمام شمال مقدونيا |
| ----------- | ----------------------------------------- | -------------------- | ------------------------- |
|             | مؤسسة التمويل الدولية                     | 20 يوليو 1956        | 25 فبراير 1993            |
|             | منظمة حظر الأسلحة الكيميائية              | 29 أبريل 1997        | ?                         |
|             | يونسكو                                    | 11 يوليو 1951        | 28 يونيو 1993             |
|             | الاتحاد الدولي للاتصالات                  | 1866                 | 4 مايو 1993               |
|             | الأمم المتحدة                             | 18 سبتمبر 1973       | 8 أبريل 1993              |
|             | مجلس أوروبا                               | 13 يوليو 1950        | ?                         |
|             | منظمة الشرطة الجنائية الدولية             | ?                    | ?                         |
|             | البنك الدولي للإنشاء والتعمير             | 14 أغسطس 1952        | 25 فبراير 1993            |
|             | منظمة الأمن والتعاون في أوروبا            | 25 يونيو 1973        | 12 أكتوبر 1995            |
|             | الاتحاد البريدي العالمي                   | 1 يوليو 1875         | ?                         |
|             | منظمة التجارة العالمية                    | ?                    | ?                         |
|             | مؤسسة التنمية الدولية                     | 24 سبتمبر 1960       | 25 فبراير 1993            |
|             | المنظمة الأوروبية لسلامة الملاحة الجوية   | 1960                 | 1998                      |
|             | المركز الدولي لتسوية المنازعات الاستشارية | 18 مايو 1969         | 26 نوفمبر 1998            |
|             | وكالة ضمان الاستثمار متعدد الأطراف        | 12 أبريل 1988        | 19 مارس 1993              |

## وصلات خارجية
- موقع وزارة الخارجية الألمانية